# Dragoje Leković
Dragoje Leković (szerbül: Драгоје Лековић, Szivác, 1967. október 21. –) szerb válogatott labdarúgóedző.
A jugoszláv válogatott tagjaként részt vett az 1990-es világbajnokságon és az 1998-as világbajnokságon illetve, az 1988. évi olimpián.